# Malcolm Rifkind
Sir Malcolm Leslie Rifkind KCMG PC QC (født 21. juni 1946 i Edinburgh, Skotland) er en britisk konservativ politiker, der har været minister i Margaret Thatchers og John Majors regeringer. Han har blandt andet været forsvarsminister og udenrigsminister. 

## Medlem af Underhuset
Malcolm Rifkind har været medlem af Underhuset i to omgange. I 1974–1997 repræsenterede han Edinburgh Pentlands-kredsen. I 2005–2015 repræsenterede han London-bydelen Kensington og Chelsea. (Kredsen skiftede navn til Kensington i 2010.)

## Ministerposter 1983 – 1992
Malcolm Rifkind var viceminister for EU-anliggender (Minister of State for Europe) i 1983–1986. Han var minister for Skotland i 1986–1990, og han var transportminister i 1990–1992.

## Forsvarsminister
Malcolm Rifkind var forsvarsminister i 1992–1995.

## Udenrigsminister
Malcolm Rifkind var udenrigsminister i 1995–1997.